# آخمروو (شهرستان باکالینسکی، باشقیرستان)
آخمروو (به لاتین: Akhmerovo) یک منطقهٔ مسکونی در روسیه است که در باشقیرستان واقع شده‌است.